# Leptogaster candidata
Leptogaster candidata är en tvåvingeart som beskrevs av Seguy 1930. Leptogaster candidata ingår i släktet Leptogaster och familjen rovflugor. Inga underarter finns listade i Catalogue of Life.